# WEG
WEG S.A. es una empresa brasileña que opera a nivel mundial en las áreas de ingeniería eléctrica, energía y tecnología de automatización, con sede en Jaraguá do Sul, Brasil. La empresa produce motores eléctricos, generadores, alternadores , transformadores, turbinas, variador de frecuencia, recubrimientos, automatización industrial entre otros productos y soluciones integradas relacionadas con sistemas eléctricos.
WEG fue fundada en 1961 por Werner Ricardo Voigt, Eggon João da Silva y Geraldo Werninghaus, el nombre de la empresa es un acrónimo de los nombres de los fundadores. La empresa tiene operaciones en alrededor de 140 países y cuenta con aproximadamente 40.000 empleados. Es uno de los mayores fabricantes de motores eléctricos y equipos asociados del mundo.

## WEG en México
En México la WEG tiene tres unidades industriales y es propietaria de Voltran que es dedicada a la fabricación de transformadores, también produce en México motores eléctricos, drives y equipos de control y protección.
En septiembre de 2014 anunció una inversión de 120 millones de dólares en la ciudad de Tula de Allende en el estado de Hidalgo para la construcción de una nueva unidad industrial parque Quma donde actualmente se cuenta con una de las mayores fundidoras a nivel nacional en México y en el año 2021 se construyó una nave industrial destinada a la producción de tintas en polvo.
Esta empresa da capacitación constante a sus empleados de producción, el nombre del programa es QPOP (Formación profesional de Operadores de producción), el programa inicio a finales de 2013.